# Little Britain USA
Little Britain USA es el spinoff estadounidense del exitoso programa de humor británico de la BBC Little Britain. Como en el original, los sketches se centran principalmente en las interpretaciones de Matt Lucas y David Walliams, y presenta, además de personajes nuevos, los ya consagrados Daffyd Thomas, Sebastian Love, Marjorie Dawes y Vicky Pollard entre otros. Fue emitida por primera vez en la cadena estadounidense HBO y en la canadiense The Movie Network el 28 de septiembre de 2008.
Entre los famosos invitados se encuentran Paul Rudd, Hilarie Burton, Sting, Rosie O'Donnell y Vivica A. Fox entre otros.
En España se estrenó en Canal + con subtítulos y años más tarde, el 7 de julio de 2014, se volvió a emitir en Neox y en HBO España.
- Datos: Q3270510